# Turdus rufiventris
Turdus rufiventris е вид птица от семейство Turdidae.

## Разпространение
Видът е разпространен в Аржентина, Боливия, Бразилия, Парагвай и Уругвай.